# Plutonic Airport
Plutonic Airport är en flygplats i Australien. Den ligger i kommunen Meekatharra och delstaten Western Australia, omkring 820 kilometer nordost om delstatshuvudstaden Perth.
Trakten runt Plutonic Airport är nära nog obefolkad, med mindre än två invånare per kvadratkilometer.. Det finns inga samhällen i närheten.
Omgivningarna runt Plutonic Airport är i huvudsak ett öppet busklandskap. Genomsnittlig årsnederbörd är 411 millimeter. Den regnigaste månaden är januari, med i genomsnitt 175 mm nederbörd, och den torraste är augusti, med 1 mm nederbörd.